# Liste der Steinkreuze im Landkreis Cham
In dieser Liste der Steinkreuze im Landkreis Cham sind die Steinkreuze (Sühnekreuze, Kreuzsteine etc.) im Landkreis Cham in der Oberpfalz, Bayern aufgelistet. Diese Liste erhebt keinen Anspruch auf Vollständigkeit.
| Gemeinde, Ortsteil                 | Lage                                                                      | Objekt                                                    | Beschreibung | Akten-Nr.      | Bild                              |
| ---------------------------------- | ------------------------------------------------------------------------- | --------------------------------------------------------- | --- | -------------- | --------------------------------- |
| Cham (Oberpfalz), Rissing          | Leitenfeld (Standort)                                                     | Kreuzstein                                                | Schaft mit Relief eines Eisernen Kreuzes und Bildnische, Granit, wohl mittelalterlich | D-3-72-116-116 | BW                                |
| Cham (Oberpfalz), Schachendorf     | Schachendorf 28 (Standort)                                                | Steinkreuz                                                | Steinkreuz, sog. Moarstoa, lateinische Form mit beschädigtem rechtem Arm, Granit, wohl spätmittelalterlich. | D-3-72-116-121 | BW                                |
| Chamerau, Chamerau                 | Kindergartenweg 1; Schulstraße 2; Schulstraße 4; Schulstraße 6 (Standort) | Steinkreuz                                                | Steinkreuz, lateinische Form, ein Arm abgebrochen, Granit, wohl spätmittelalterlich; von Wallmering hierher ans Schulhaus versetzt. | D-3-72-117-3   | BW                                |
| Falkenstein (Oberpfalz), Völling   | Falkensteiner Straße 30 (Standort)                                        | Steinkreuz                                                | Steinkreuz, lateinische Form mit verbreitertem Fuß, Kopf fehlt, wohl spätmittelalterlich. | D-3-72-125-63  | BW                                |
| Pemfling, Pemfling                 | Nähe Hauptstraße (Standort)                                               | Steinkreuz                                                | Steinkreuz, sog. Hussitenkreuz, lateinische Form, Granit, spätmittelalterlich. | D-3-72-146-8   | weitere Bilder \| Fotos hochladen |
| Pemfling, Pitzling                 | Fuchsbühl (Standort)                                                      | Steinkreuz                                                | Steinkreuz, lateinische Form mit verstümmelten Armen, Granit, wohl spätmittelalterlich. | D-3-72-146-26  | BW                                |
| Roding, Wetterfeld                 | In Wetterfeld (Standort)                                                  | Steinkreuz                                                | Steinkreuz, in Form des Eisernen Kreuzes, Granit, mittelalterlich. | D-3-72-153-90  | Fotos hochladen                   |
| Rötz, Rötz                         | Nähe Ziegeleistraße (Standort)                                            | Steinkreuz                                                | Steinkreuz, lateinische Form mit verbreitertem Fuß, ein Arm abgeschlagen, Granit, mittelalterlich; in der Gartenmauer an der Abzweigung Ziegeleistraße. | D-3-72-154-24  | BW                                |
| Schönthal (Oberpfalz), Hiltersried | Schönthaler Zell (Standort)                                               | Steinkreuz                                                | Steinkreuz, griechische Form mit halbrunder Vertiefung, Granit, bez. 1725. | D-3-72-157-13  | Fotos hochladen                   |
| Schönthal (Oberpfalz), Thurau      | St 2400 (Standort)                                                        | Steinkreuz                                                | Griechische Form, Granit, wohl mittelalterlich | D-3-72-157-19  | weitere Bilder \| Fotos hochladen |
| Tiefenbach (Oberpfalz), Tiefenbach | Nähe Irlacher Straße (Standort)                                           | Steinkreuz                                                | Steinkreuz, sog. Hussitenkreuz, lateinische Form mit Relief, Granit, wohl spätmittelalterlich. | D-3-72-163-7   | Fotos hochladen                   |
| Waldmünchen, Ast                   | Ast 16; In Ast (Standort)                                                 | Katholische Pfarr- und Wallfahrtskirche Mariä Himmelfahrt | Katholische Pfarr- und Wallfahrtskirche Mariä Himmelfahrt, dreischiffige Basilika mit gerade schließendem Chor, Walmdach und Chorflankenturm mit Spitzdach, frühgotisch, 2. Hälfte 13. Jahrhundert, 1665 umgebaut, ren. 1988/89; mit Ausstattung; Friedhofsummauerung mit Treppenaufgang und Tor, Granitbruchsteinmauer, mittelalterlich, im 18. Jahrhundert erneuert; Steinkreuz mit drei Schleifschalen, lateinische Form mit verbreitertem Fuß, Granit, wohl spätmittelalterlich. | D-3-72-171-51  | weitere Bilder \| Fotos hochladen |